# Godsdienstpsychologie
Godsdienstpsychologie is een wetenschappelijk vakgebied, dat de invloed, de betekenis en het wezen van religie voor de individuele mens onderzoekt.

## Object en definitieproblematiek
Het object van de godsdienstpsychologie is tweevoudig: enerzijds het individu (de psyche), anderzijds de religie. Dit stelt de godsdienstpsycholoog voor een filosofisch en methodologisch probleem: onderzoekt de godsdienstpsychologie het religieuze individu, welke methode moet de godsdienstpsycholoog hanteren, wat is eigenlijk religie en hoe kunnen zo objectief mogelijk gegevens worden verkregen? Een bijkomstig probleem is dat veel godsdienstpsychologen zelf religieus zijn (een specifieke godsdienst belijden en daarom vaak (bewust of onbewust) apologetische motieven hebben. Voorts rest de vraag, of de godsdienstpsychologie een domein van de psychologie of van de godsdienstwetenschappen is.
Ondanks deze onopgeloste problemen bestaat er ook enige consensus over godsdienstpsychologische thema's. Zo zijn veelvuldig terugkerende onderwerpen:
- bekering en geloofsafval
- geloof
- religieuze ervaringen
- symbolen, gebed
- religieus geweld
- uitsluiting
- transcendentie
- religieuze stimuli
- et cetera.

De godsdienstpsycholoog zoekt een weg om begrip te vinden voor het godsdienstige handelen, de godsdienstige ontwikkeling en de godsdienstige beleving van het individu.
Godsdienst wordt door godsdienstpsychologen vaak beschreven als een sociaal systeem, dat individuen bindt in een morele gemeenschap. Als zodanig wordt het vaak beschreven als een subcultuur, maar daarmee is het eigenlijk het object van de godsdienstsociologie.

## Stromingen, grondleggers en onderzoekers
- De beroemde grondlegger van de psycho-analyse, Sigmund Freud, heeft veel onderzoek verricht naar de invloed van religieuze fenomenen op het menselijk handelen en de menselijke beleving.
- Carl Gustav Jung is een van de grondleggers van de godsdienstpsychologie.
- Een van de grondleggers van de godsdienstpsychologie in het Nederlandse taalgebied is Antoon Vergote, emeritus van de Universiteit Leuven.
- Recenter is niet meer alleen vanuit de psychoanalyse, maar ook vanuit de gedragsanalyse, het behaviorisme, interesse ontstaan voor religieuze belevingen. Vanuit de Relational Frame Theory (Hayes ea, 2001) wordt onder meer een link gelegd naar mystieke ervaringen (Hayes, 1984, De Groot, 2009).

## Evolutionaire psychologie en godsdienstpsychologie
Evolutionaire psychologie als cognitieve verklaring van de menselijke behoefte aan godsdienst is het onderzoeksterrein van de Frans-Amerikaanse antropoloog Pascal Boyer. Ze is gebaseerd op de vooronderstelling dat de basis voor mentale activiteiten zoals bijvoorbeeld leren, herinneren, denken en geloven (cognitie) een functionele structuur hebben die vergelijkbaar is met die van het hart, de longen, lever, nieren of het immuunsysteem. Die structuur is genetisch vastgelegd en is geëvolueerd, dus ontstaan door natuurlijke selectie. Deze tak van de psychologie gaat hand in hand met de cognitieve psychologie. Boyer onderzoekt de verwerving en overdracht van ideeën over (de) goden en bouwt daarbij voort op de ideeën van de cognitieve antropologen Dan Sperber en Scott Atran.
Ook voor de taalkundige en evolutionair psycholoog Steven Pinker is de overal aanwezig neiging tot religieuze overtuigingen een wetenschappelijke puzzel. Theorieën die louter uitgaan van biologische aanpassing (adaptatie) voldoen niet. Een alternatieve verklaring is dat religieuze overtuigingen een nevenverschijnsel zijn bij de groei van de menselijke hersenen.